# Iran Pro League 2021-22
La Liga Profesional de Irán 2021-22 (Iran Pro League 2021-22) fue la edición 39 de la máxima categoría del fútbol iraní y la 21 de la Primera División de Irán, desde su establecimiento en el 2001. La temporada comenzó el 19 de octubre de 2021 y terminó el 20 de junio de 2022.
Participaron 16 equipos: 14 de la edición anterior, y 2 ascendidos de la Liga Azadegan 2020-21.

## Equipos
Los clubes Saipa FC y Machine Sazi FC perdieron la categoría al ubicarse en los puestos 15 y 16 de la tabla de posiciones. Sus lugares fueron ocupados por el Fajr Sepasi FC, quien regresó al máximo circuito después de 7 temporadas y el Havadar SC, quien debutó en la máxima categoría en su historia.

### Ciudades y estadios
| Equipo                  | Ciudad          | Estadio                                       | Aforo        |
| ----------------------- | --------------- | --------------------------------------------- | ------------ |
| Aluminiun Arak FC       | Arak            | Imam Khomeyni Stadium                         | 15.000       |
| Esteghlal Tehran FC     | Teherán         | Estadio Azadi                                 | 78.116       |
| Fajr Sepasi FC          | Shiraz          | Estadio Pars Shiraz                           | 50.000       |
| Foolad FC               | Ahvaz           | Foolad Arena                                  | 30.655       |
| Gol Gohar Sirjan FC     | Sirjan          | Estadio Imam Ali                              | 8.000        |
| Havadar SC              | Eslamshahr      | Estadio Shohadaye Eslamshahr Estadio Enghelab | 7.000 30.000 |
| Mes Rafsanjan FC        | Rafsanjan       | Estadio Shohadaye Mes                         | 10.000       |
| Naft Masjed Soleyman FC | Masjed Soleiman | Estadio Behnam Mohammadi                      | 8.000        |
| FC Nassaji Mazandaran   | Qaem Shahr      | Estadio Vatani                                | 15.000       |
| Paykan FC               | Qods            | Estadio Shahr-e Qods                          | 18.000       |
| Persépolis FC           | Teherán         | Estadio Azadi                                 | 78.116       |
| Sanat Naft Abadan FC    | Abadan          | Estadio Abadan Takhti                         | 8.000        |
| Sepahan SC              | Isfahán         | Estadio Naghsh-e-Jahan                        | 75.000       |
| Shahr Khodro FC         | Mashhad         | Estadio Iman Reza                             | 27.700       |
| Tractor Sazi FC         | Tabriz          | Estadio Yadegar-e-Emam                        | 66.833       |
| Zob Ahan FC             | Fuladshahr      | Estadio Foolad Shahr                          | 15.000       |

## Tabla de posiciones
| Pos. | Equipo               | Pts. | PJ | G  | E  | P  | GF | GC | Dif. | Clasificación o descenso               |
| ---- | -------------------- | ---- | -- | -- | -- | -- | -- | -- | ---- | -------------------------------------- |
| 1    | Esteghlal Tehran (C) | 68   | 30 | 19 | 11 | 0  | 39 | 10 | +29  |                                        |
| 2    | Persépolis           | 63   | 30 | 18 | 9  | 3  | 44 | 21 | +23  |                                        |
| 3    | Sepahan              | 56   | 30 | 16 | 8  | 6  | 43 | 21 | +22  |                                        |
| 4    | Gol Gohar Sirjan     | 51   | 30 | 13 | 12 | 5  | 37 | 28 | +9   |                                        |
| 5    | Foolad               | 49   | 30 | 13 | 10 | 7  | 30 | 22 | +8   |                                        |
| 6    | Mes Rafsanjan        | 45   | 30 | 12 | 9  | 9  | 39 | 29 | +10  |                                        |
| 7    | Zob Ahan             | 37   | 30 | 10 | 7  | 13 | 21 | 25 | −4   |                                        |
| 8    | Aluminium Arak       | 37   | 30 | 7  | 16 | 7  | 20 | 23 | −3   |                                        |
| 9    | Paykan               | 36   | 30 | 7  | 15 | 8  | 26 | 27 | −1   |                                        |
| 10   | Sanat Naft Abadan    | 36   | 30 | 9  | 9  | 12 | 26 | 30 | −4   |                                        |
| 11   | Havadar              | 34   | 30 | 8  | 10 | 12 | 18 | 25 | −7   |                                        |
| 12   | Nassaji Mazandaran   | 33   | 30 | 6  | 15 | 9  | 24 | 34 | −10  | Fase de grupos de la Liga de Campeones |
| 13   | Tractor Sazi         | 31   | 30 | 7  | 10 | 13 | 26 | 32 | −6   |                                        |
| 14   | Naft Masjed Soleyman | 22   | 30 | 3  | 13 | 14 | 12 | 33 | −21  |                                        |
| 15   | Shahr Khodro (D)     | 17   | 30 | 2  | 11 | 17 | 17 | 43 | −26  | Liga Azadegan                          |
| 16   | Fajr Sepasi (D)      | 17   | 30 | 2  | 11 | 17 | 10 | 29 | −19  | Liga Azadegan                          |

 Fuente: Soccerway
Criterios de clasificación: 1) Puntos; 2) Puntos en partidos directos; 3) Gol diferencia en partidos directos; 4) Gol diferencia; 5) Goles anotados; 6) Play-off en sede neutral.
Notas:
1. 1 2  Puntos en partidos directos: Zob Ahan 4, Aluminium Arak 1.
2. 1 2  Puntos en partidos directos: Paykan 2, Sanat Naft Abadan 2. Gol diferencia: Paykan –1, Sanat Naft Abadan –4.
3. ↑  Campeón de la Copa Hazfi 2021-22.
4. ↑  El campeón de este torneo, Esteghlal Tehran, no pagó sus deudas a tiempo y por tanto no recibió la licencia para participar en competiciones AFC, su lugar lo ocupó el campeón de la Copa Hazfi 2021-22.
5. 1 2  Puntos en partidos directos: Shahr Khodro 4, Fajr Sepasi 1.

## Resultados
| Local \ Visitante    | ALU | EST | FAJ | FOO | GOL | HAV | MES | NAF | NAS | KHO | PAY | PER | SAN | SEP | TRA | ZOB |
| -------------------- | --- | --- | --- | --- | --- | --- | --- | --- | --- | --- | --- | --- | --- | --- | --- | --- |
| Aluminium Arak       | —   | 1–1 | 1–0 | 3–0 | 0–0 | 0–1 | 1–1 | 2–1 | 0–0 | 2–2 | 1–1 | 1–0 | 2–1 | 0–0 | 1–0 | 0–0 |
| Esteghlal Tehran     | 0–0 | —   | 1–0 | 1–0 | 2–1 | 1–0 | 3–2 | 0–0 | 0–0 | 1–0 | 0–0 | 0–0 | 1–0 | 1–0 | 1–0 | 1–0 |
| Fajr Sepasi          | 0–0 | 1–1 | —   | 1–1 | 0–1 | 0–0 | 0–0 | 0–0 | 1–1 | 0–1 | 1–1 | 0–1 | 0–0 | 0–2 | 1–1 | 0–1 |
| Foolad               | 1–0 | 1–2 | 1–0 | —   | 1–1 | 1–0 | 2–1 | 2–0 | 1–1 | 2–0 | 1–1 | 1–3 | 0–0 | 3–0 | 0–0 | 1–2 |
| Gol Gohar Sirjan     | 2–0 | 0–0 | 2–0 | 0–1 | —   | 1–0 | 2–2 | 2–0 | 1–1 | 3–3 | 0–0 | 1–1 | 2–1 | 4–2 | 4–1 | 3–2 |
| Havadar S. C.        | 0–0 | 1–2 | 1–0 | 0–0 | 0–2 | —   | 1–1 | 0–0 | 0–0 | 2–0 | 0–2 | 0–0 | 1–2 | 0–0 | 1–0 | 1–0 |
| Mes Rafsanjan        | 0–0 | 0–2 | 2–1 | 1–1 | 1–2 | 1–0 | —   | 0–0 | 1–2 | 3–0 | 0–0 | 1–1 | 3–0 | 3–1 | 3–2 | 0–1 |
| Naft Masjed Soleyman | 0–0 | 0–3 | 2–0 | 0–0 | 0–2 | 0–0 | 0–1 | —   | 1–1 | 0–1 | 1–2 | 1–2 | 2–2 | 0–3 | 1–1 | 1–1 |
| Nassaji Mazandaran   | 1–1 | 0–0 | 1–0 | 0–2 | 1–2 | 2–1 | 0–2 | 1–1 | —   | 2–0 | 2–2 | 1–3 | 0–2 | 1–3 | 0–3 | 1–0 |
| Shahr Khodro         | 0–0 | 0–3 | 0–0 | 0–0 | 1–2 | 0–1 | 1–3 | 0–1 | 1–1 | —   | 1–1 | 1–1 | 1–1 | 0–2 | 0–0 | 1–2 |
| Paykan F. C.         | 1–1 | 0–3 | 0–1 | 1–2 | 0–1 | 1–2 | 1–1 | 0–0 | 0–1 | 1–1 | —   | 1–3 | 0–0 | 0–1 | 0–0 | 1–0 |
| Persépolis F. C.     | 2–0 | 1–1 | 1–0 | 1–0 | 1–1 | 2–2 | 3–1 | 1–0 | 2–1 | 2–1 | 2–0 | —   | 1–0 | 1–2 | 2–1 | 2–0 |
| Sanat Naft Abadan    | 3–1 | 1–1 | 0–2 | 0–1 | 0–0 | 3–0 | 0–2 | 2–0 | 1–1 | 1–0 | 0–0 | 2–0 | —   | 2–4 | 1–0 | 0–1 |
| Sepahan S. C.        | 1–1 | 1–1 | 2–0 | 2–1 | 0–0 | 1–0 | 2–0 | 4–1 | 2–0 | 3–0 | 1–2 | 0–1 | 1–0 | —   | 0–0 | 0–0 |
| Tractor Sazi         | 0–2 | 0–1 | 2–1 | 1–2 | 0–0 | 3–2 | 1–0 | 2–0 | 1–1 | 1–0 | 1–2 | 0–3 | 3–0 | 2–2 | —   | 0–1 |
| Zob Ahan             | 4–0 | 0–2 | 2–0 | 0–1 | 0–0 | 0–1 | 0–3 | 0–1 | 0–0 | 2–1 | 0–2 | 1–1 | 0–1 | 1–0 | 0–0 | —   |

## Goleadores
| Pos. | Jugador                  | Equipo           | Goles |
| ---- | ------------------------ | ---------------- | ----- |
| 1    | Godwin Mensha            | Mes Rafsanjan    | 14    |
| 2    | Arthur Yamga             | Esteghlal Tehran | 10    |
| 3    | Luciano Pereira Mendes   | Foolad           | 9     |
| 4    | Shahriar Moghanlou       | Sepahan          | 8     |
| 4    | Amirhossein Hosseinzadeh | Esteghlal Tehran | 8     |
| 4    | Mohammad Abbaszadeh      | Tractor Sazi     | 8     |